# Neerhof (Beerst)
Het Neerhof was een weverij gelegen tussen de rivier de Zijdeling en de Ommegangstraat in het West-Vlaamse dorp Beerst.

## Geschiedenis
Niemand heeft er ooit een gebouw gezien of kan vertellen hoe het Neerhof eruitgezien zou hebben. Toch was er ooit een gebouw aanwezig. In het begin van de vorige eeuw zijn er overblijfselen van het bouwwerk gevonden. Men zag een verheven motte met dubbele singel, met daarbij behorend een uitgestrekt grasland.
Het is door een getuigenis uit een oude bron dat men weet dat er ooit op deze plaats een weverij heeft gestaan. Ten tijde van de bloei van de lakennijverheid in Vlaanderen waren in de omliggende dorpen veel weverijen. Eén daarvan bevond zich in het dorpje Beerst, nabij het Kasteeltje, een oude herenwoning.

## Eigenaars en bewoners
- De eerste bekende bewoners van het hof waren de familie Boydts, die leefden op het einde van de 14e eeuw.
- De huidige bewoners zijn de familie Ghijselen die er aan hoevetoerisme doen.